# Långvattnet (Ströms socken, Jämtland)
Långvattnet är en sjö i Strömsunds kommun i Jämtland och ingår i Ångermanälvens huvudavrinningsområde. Sjön har en area på 0,508 kvadratkilometer och ligger 454 meter över havet. Sjön avvattnas av vattendraget Luvkullvattenån.

## Delavrinningsområde
Långvattnet ingår i det delavrinningsområde (712193-145285) som SMHI kallar för Utloppet av Långvattnet. Medelhöjden är 487 meter över havet och ytan är 3,67 kvadratkilometer. Räknas de 9 avrinningsområdena uppströms in blir den ackumulerade arean 51,27 kvadratkilometer. Luvkullvattenån som avvattnar avrinningsområdet har biflödesordning 4, vilket innebär att vattnet flödar genom totalt 4 vattendrag innan det når havet efter 275 kilometer. Avrinningsområdet består mestadels av skog (86 procent). Avrinningsområdet har 0,51 kvadratkilometer vattenytor vilket ger det en sjöprocent på 13,9 procent.